# Plebejus paraustera
Plebejus paraustera är en fjärilsart som beskrevs av Ruggero Verity 1946. Plebejus paraustera ingår i släktet Plebejus och familjen juvelvingar. Inga underarter finns listade i Catalogue of Life.